# Seven Centroamericano Femenino 2014
El Seven Centroamericano Femenino 2014 fue la segunda edición del torneo para selecciones femeninas pertenecientes a América Central.

## Equipos participantes
- Selección femenina de rugby 7 de Costa Rica
- Selección femenina de rugby 7 de El Salvador
- Selección femenina de rugby 7 de México
- Selección femenina de rugby 7 de Nicaragua
- Selección femenina de rugby 7 de Panamá

Se conformó un equipo con jugadoras panameñas
- Panamá B

## Clasificación[1]

### Grupo A

#### Posiciones
| Pos. | Equipo     | Encuentros | Encuentros | Encuentros | Encuentros | Tantos  | Tantos    | Tantos     | Puntos |
| Pos. | Equipo     | jugados    | ganados    | empatados  | perdidos   | a favor | en contra | diferencia | Puntos |
| ---- | ---------- | ---------- | ---------- | ---------- | ---------- | ------- | --------- | ---------- | ------ |
| 1    | Costa Rica | 2          | 2          | 0          | 0          | 78      | 0         | +78        | 6      |
| 2    | Panamá     | 2          | 1          | 0          | 1          | 19      | 38        | -19        | 4      |
| 3    | Nicaragua  | 2          | 0          | 0          | 2          | 0       | 59        | -59        | 2      |

Nota: Se otorgan 3 puntos al equipo que gane un partido, 2 al que empate y 1 al que pierda
|  | Juega contra el 3° lugar del Grupo B |

|  | Juega contra el 2° lugar del Grupo B |

|  | Juega contra el 1° lugar del Grupo B |

#### Resultados
| 10 de octubre | Costa Rica | 40 - 0 | Nicaragua |  |  |

| 10 de octubre | Panamá | 19 - 0 | Nicaragua |  |  |

| 10 de octubre | Panamá | 0 - 38 | Costa Rica |  |  |

### Grupo B

#### Posiciones
| Pos. | Equipo      | Encuentros | Encuentros | Encuentros | Encuentros | Tantos  | Tantos    | Tantos     | Puntos |
| Pos. | Equipo      | jugados    | ganados    | empatados  | perdidos   | a favor | en contra | diferencia | Puntos |
| ---- | ----------- | ---------- | ---------- | ---------- | ---------- | ------- | --------- | ---------- | ------ |
| 1    | México      | 2          | 2          | 0          | 0          | 102     | 0         | +102       | 6      |
| 2    | El Salvador | 2          | 1          | 0          | 1          | 19      | -38       | -19        | 4      |
| 3    | Panamá B    | 2          | 0          | 0          | 2          | 0       | 93        | -93        | 2      |

Nota: Se otorgan 3 puntos al equipo que gane un partido, 2 al que empate y 1 al que pierda
|  | Juega contra el 3° lugar del Grupo A |

|  | Juega contra el 2° lugar del Grupo A |

|  | Juega contra el 1° lugar del Grupo A |

#### Resultados
| 10 de octubre | México | 38 - 0 | El Salvador |  |  |

| 10 de octubre | Panamá B | 0 - 29 | El Salvador |  |  |

| 10 de octubre | Panamá B | 0 - 64 | México |  |  |

## Fase de definición

### Cuartos de final
| 10 de octubre | Panamá B | 0 - 66 | Costa Rica |  |  |

| 10 de octubre | México | 45 - 0 | Nicaragua |  |  |

| 10 de octubre | Panamá | 7 - 22 | El Salvador |  |  |

- Si bien Panamá perdió el partido contra El Salvador, paso automáticamente a semifinales por ser el anfitrión del torneo.

### Semifinales
| 11 de octubre | México | 19 - 7 | El Salvador |  |  |

| 11 de octubre | Panamá | 5 - 36 | Costa Rica |  |  |

## Finales

### Quinto puesto
| 11 de octubre | Panamá B | 10 - 12 | Nicaragua |  |  |

### Tercer puesto
| 11 de octubre | Panamá | 12 - 17 | El Salvador |  |  |

### Final
| 11 de octubre | México | 25 - 5 | Costa Rica |  |  |

| Bandera de México |
| Campeón México    |
| Primer título     |

## Posiciones finales
| Posición | Selección   |
| -------- | ----------- |
| 1        | México      |
| 2        | Costa Rica  |
| 3        | El Salvador |
| 4        | Panamá      |
| 5        | Nicaragua   |
| 6        | Panamá B    |